# Заміхів (Польща)
Заміхів (пол. Zamiechów) — село в Польщі, у гміні Хлопиці Ярославського повіту Підкарпатського воєводства.
Населення — 551 особа (2011).

## Історія
Після анексії Галичини Польщею була почата колоніальна політика латинізації і полонізації українських земель.
У результаті в 1880 р. в селі було 94 будинки, з 535 мешканців було 325 греко-католиків, 196 римо-католиків і 14 юдеїв. Однак польська влада активно провадила латинізацію і полонізацію через викладання у школі винятково польською мовою та адміністративний тиск.
На 01.01.1939 в селі проживало 600 мешканців, з них 220 україномовних українців, 100 польськомовних українців, 270 поляків, 10 євреїв. Село належало до ґміни Хлопиці Ярославського повіту Львівського воєводства.
16 серпня 1945 року Москва підписала й опублікувала офіційно договір з Польщею про встановлення лінії Керзона українсько-польським кордоном. Українці не могли протистояти антиукраїнському терору після Другої світової війни. Частину добровільно-примусово виселили в СРСР (137 осіб — 36 родин). Решта українців попала в 1947 році під етнічну чистку під час проведення Операції «Вісла» і була депортована на понімецькі землі у західній та північній частині польської держави, що до 1945 належали Німеччині.
У 1975-1998 роках село належало до Перемишльського воєводства.

## Демографія
Демографічна структура станом на 31 березня 2011 року:
|          | Загалом | Допрацездатний вік | Працездатний вік | Постпрацездатний вік |
| -------- | ------- | ------------------ | ---------------- | -------------------- |
| Чоловіки | 295     | 67                 | 199              | 29                   |
| Жінки    | 256     | 52                 | 146              | 58                   |
| Разом    | 551     | 119                | 345              | 87                   |

## Церква
У 1880 р. в селі збудовано замість попередньої нову дерев’яну церкву св. Михаїла, яка була парафіяльною Радимнянського деканату Перемишльської єпархії УГКЦ.